# Pronta entrega
«Pronta entrega» (2 de octubre de 1985) es una canción y sencillo del grupo musical de Argentina de new wave Virus, escrita por el líder y vocalista Federico Moura junto a su hermano Julio Moura para el quinto álbum de estudio Locura de 1985. Fue uno de los éxitos más recordados del grupo musical y un ícono del género new wave de los años 80.

## Créditos
- Federico Moura: voz principal y coros.
- Julio Moura: guitarra eléctrica y piano.
- Marcelo Moura: sintetizadores.
- Daniel Sbarra: sintetizadores, pandereta y coros.
- Enrique Muggeti: bajo.
- Mario Serra: batería híbrida.